# Šamaš
Šamaš je u Babilonu i Asiriji bio bog Sunca, Ajin muž, a u Sumeru mu odgovara Utu. Morris Jastrow mlađi je povezao Šamaša s planetom Saturnom.

## Ime
Šamaš jednostavno znači "Sunce". Njegovo se ime na hebrejskom piše shemesh, a na arapskom shams. 
Kanaaanci su imali božicu Sunca sličnog imena - Šapaš.

## Karakteristike
Još vrlo rano, Šamaš je opisan kao sin Nane, boga Mjeseca. Kod Babilonaca je Mjesec uvijek ostao važnije božanstvo od Sunca, pa je Šamaš slabiji od Nane. Razlog tomu je to što je kult Mjeseca započeo na ranijem stupnju civilizacije, u doba nomada, a Sunce je počelo imati veću ulogu tek kad je dosegnuto doba agrikulture.
Šamaš je i bog pravde, jer kao što Sunce raspršuje tamu, tako i Šamaš donosi svjetlo pravde među zla djela ljudi. Ur-Namu, osnivač 3. dinastije Ura, donosio je svoje odluke prema zakonu Šamaševom. Hamurabi je Šamašu pripisao inspiraciju koja ga je dovela do toga da skupi postojeće zakone u kodeks prema kojem bi se trebalo živjeti.
Bolesnici su Šamaša smatrali bogom liječenja. 
Zajedno s Nanom i Ištar, Šamaš čini trijadu - skupinu od triju božanstava. Šamaš, Nana i Ištar zajedno simboliziraju tri velike sile prirode - Sunce, Mjesec i snagu Zemlje. Ponekad je u trijadi Ištar zamijenjena Adadom.

## Mitologija
Kad su Gilgameš i Enkidu putovali prema cedrovoj šumi, molili su se svako jutro Šamašu za sreću. 